# Vila Santana (Sorocaba)
Vila Santana é um bairro da Zona Central da cidade de Sorocaba (São Paulo). É um tradicional bairro da cidade na região Além-Linha.
O bairro passou a ser povoado a partir da década de 1920, com a construção da Capela de Santa Rita de Cássia, em 1923. No fim da década de 1920 recebeu os trabalhadores da Estrada de Ferro Sorocabana transferidos de Mairinque. Possui peculiar configuração arquitetônica, com casas antigas e reformadas.
Antigamente, no início da rua Bartolomeu de Gusmão, havia um espaço de terreno, hoje o local da praça Monsenhor Luís Castanho de Almeida. Este local foi palco de vários parques de diversões, circos, rinks de patinação, sobretudo nas décadas de 1960 e 1970. Até a década de 1970, pequenas indústrias de tecelagem resistiram durante algum tempo no bairro. A maior indústria mesmo foi a fábrica de macarrão ou Pastifício Campanini, que praticamente quase tomava o espaço de toda uma quadra, com imponente caixa d'água. A Campanini entrou em decadência e foi fechada e seu lugar hoje é recinto de igreja.
Pode-se dizer que a década de 1970 foi o auge do bairro de Vila Santana, provavelmente devido a um ótimo de idade entre os jovens filhos dos operários.

## Geografia
O bairro de Vila Santana situa-se a poucos quilômetros a nordeste do centro de Sorocaba e, em linhas gerais, compreende a área do polígono entre as ruas Ermelino Matarazzo, Rua Aparecida, Rua Gonçalves Dias, rua Aguiar de Barros e rua Silva Abreu. O centro desse bairro está localizado no entorno das ruas Bartolomeu de Gusmão, onde se encontra a Igreja Paróquia Santa Rita de Cássia (Sorocaba), e rua Olavo Bilac, onde há comércio mais intenso. 
Vila Santana praticamente sempre foi um bairro residencial, com muitos descendentes de italianos. Muitos trabalhadores da antiga Estrada de Ferro Sorocabana moram nesse bairro, bem como das antigas fábricas de tecelagem. Assim como muitos bairros de Sorocaba possui um relevo bastante movimentado. O ponto de maior altitude do bairro situa-se nos altos da rua Júlio Ribeiro, cuja elevação chega aos 614 m acima do nível do mar. Nesta região também se encontra um reservatório de água do SAAE que abastece vários bairros. A área de menor altitude (560 m) é no início da rua Ermelino Matarazzo, sob o viaduto Jânio Quadros, no vale do córrego Supiriri. Outra área de baixa elevação é no final da rua Júlio Ribeiro com a Rua José Joaquim de Lacerda; nesse local, onde hoje é um posto de gasolina, havia uma fonte de água potável, a conhecida "biquinha". Essa água bendita da bica salvou muitos moradores de Vila Santana quando ocorriam eventuais falhas no abastecimento, principalmente na década de 1970. Os que sofreram carregando seus baldes e galões na íngreme subida da Rua Júlio Ribeiro certamente se lembrarão disso.
O Cemitério da Saudade encontra-se entre Vila Santana e Vila Carvalho, entre as ruas Ermelino Matarazzo e Comendador Oetterer. No portão de entrada há a seguinte inscrição em latim: EGO SVM RESVRRECTIO ET VITA ou seja, "Eu Sou a Ressurreição e a Vida".

## Educação
As escolas presentes no bairro são: CEI 2 - Centro de Educação Infantil da Prefeitura Municipal de Sorocaba, Escola Estadual Baltasar Fernandes, Escola Estadual Prof. Genésio Machado, Centro Educacional Sesi 006, Colégio Integrado Veritas, e outras escolas particulares de educação infantil.